# LVR-Universitätsklinik Essen
Die LVR-Universitätsklinik Essen ist ein universitäres  psychiatrisches Krankenhaus und psychosomatisches Fachkrankenhaus mit dem Hauptgebäude an der Virchowstraße 174 in Essen-Holsterhausen. Träger ist der Landschaftsverband Rheinland.
Als Klinikum der Universität Duisburg-Essen ist es verantwortlich für Forschung und Lehre in den Fächern Forensische Psychiatrie und Sexualforschung, Psychosomatische Medizin und Psychotherapie, Psychiatrie und Psychotherapie sowie Kinder- und Jugendpsychiatrie. Medizinstudierende der Medizinischen Fakultät der Universität Duisburg-Essen erfahren ihre Ausbildung in den Psych-Fächern an den entsprechenden Lehrstühlen.

## Geschichte
Vorläufer war die psychiatrische Abteilung der städtischen Krankenanstalten, 1973 Psychiatrische Klinik des Universitätsklinikums Essen. 1974 erfolgte die Übernahme durch den Landschaftsverband Rheinland (LVR) und Eröffnung als Rheinische Kliniken Essen. Das Hauptgebäude wurde 1974 errichtet und von 2012 bis 2014 saniert. Die Schule für Beschäftigungstherapie, heute Ergotherapieschule, wurde 1975 gegründet. Die Klinik für Psychosomatik und Psychotherapie wurde 1977 eröffnet, das Institut für Forensische Psychiatrie nahm 1979 den Betrieb auf und wurde im Jahr 2021 umbenannt in Institut für Forensische Psychiatrie und Sexualforschung. 2004 wurde die Klinik für Abhängiges Verhalten und Suchtmedizin eröffnet, die Klinik für Forensische Psychiatrie wurde 2009 in den Betrieb übergeben. In Mülheim wurde 2011 die neue Tagesklinik für Kinder- und Jugendpsychiatrie eröffnet.
Der Neubau des LVR-Klinikums Essen an der Wickenburgstraße in Frohnhausen wurde im Januar 2012 eröffnet. Die dort ansässige Klinik für Psychiatrie, Psychosomatik und Psychotherapie des Kindes- und Jugendalters verfügt über fünf Stationen mit insgesamt 50 Betten. Zur Klinik gehören zudem jeweils eine Tagesklinik in Altenessen und in Mülheim an der Ruhr mit insgesamt 31 Plätzen. Der LVR-Klinik-Standort in Heidhausen an der Barkhovenallee wurde aufgegeben.

## Einrichtung
Das Haus ist eine Einrichtung der Grundversorgung. Es zählt zu den Kliniken und Instituten der Universität Duisburg-Essen und verfügte am 1. Januar 2016 über 320 Plätze, davon teilstationär 87 Plätze.
Zur Einrichtung zählen die Kliniken für:
- Psychiatrie und Psychotherapie
- Psychiatrie, Psychosomatik und Psychotherapie des Kindes- und Jugendalters
- Psychosomatische Medizin und Psychotherapie
- Abhängiges Verhalten und Suchtmedizin
- Forensische Psychiatrie (mit 54 Plätzen auf insgesamt 6 Stationen)

Sowie das:
- Institut für Forensische Psychiatrie und Sexualforschung[7]